# 江原道民日報
江原道民日報（朝: 강원도민일보）は大韓民国江原特別自治道で発行されている地方紙。韓国ABCが認証した2020年度（2019年分）の有料部数は33558部、総発行部数は41500部で、加盟163社中31位。地域日刊紙の有料部数ランキングでは6位。
本社は江原特別自治道春川市後碩路462番通り22。代表取締役はキム・ジュンソク。

## 沿革
- 1992年11月26日 定期刊行物登録証交付の取得2日後に創刊号を20面で発行.
- 1993年7月2日 新社屋に移転
- 1995年1月25日 韓国新聞協会韓国新聞協会に加入
- 1998年 インターネット新聞サービス開始